# Oscar för bästa animerade film
Nedan följer en lista över vinnare av och nominerade till Oscar för bästa animerade film, (Academy Award for Best Animated Feature). Förutom de listade filmerna har den animerade Skönheten och odjuret blivit nominerad till bästa film 1991 och Walt Disney tilldelades en Heders-Oscar för både Snövit och de sju dvärgarna och Fantasia. Årtalen nedan markerar åren för biopremiären i Los Angeles, vilket är kravet för valbarhet till Oscar-utdelning påföljande år.
Till skillnad från de andra priskategorierna, (förutom bästa icke-engelskspråkiga film), utses vinnare och nominerade av en speciell kommitté och inte genom omröstning bland medlemmarna.

## Vinnare och nominerade

### 2000-talet
| År          | Film                                          | Nominerade                            |
| ----------- | --------------------------------------------- | ------------------------------------- |
| 2001 (74:e) | Shrek                                         | Aron Warner                           |
| 2001 (74:e) | Jimmy Neutron: Underbarnet                    | John A. Davis och Steve Oedekerk      |
| 2001 (74:e) | Monsters, Inc.                                | Pete Docter och John Lasseter         |
| 2002 (75:e) | Spirited Away                                 | Hayao Miyazaki                        |
| 2002 (75:e) | Ice Age                                       | Chris Wedge                           |
| 2002 (75:e) | Lilo & Stitch                                 | Chris Sanders                         |
| 2002 (75:e) | Spirit - Hästen från vildmarken               | Jeffrey Katzenberg                    |
| 2002 (75:e) | Skattkammarplaneten                           | Ron Clements                          |
| 2003 (76:e) | Hitta Nemo                                    | Andrew Stanton                        |
| 2003 (76:e) | Björnbröder                                   | Aaron Blaise och Robert Walker        |
| 2003 (76:e) | Trion från Belleville                         | Sylvain Chomet                        |
| 2004 (77:e) | Superhjältarna                                | Brad Bird                             |
| 2004 (77:e) | Hajar som hajar                               | Bill Damaschke                        |
| 2004 (77:e) | Shrek 2                                       | Andrew Adamson                        |
| 2005 (78:e) | Wallace & Gromit: Varulvskaninens förbannelse | Steve Box och Nick Park               |
| 2005 (78:e) | Corpse Bride                                  | Tim Burton och Mike Johnson           |
| 2005 (78:e) | Det levande slottet                           | Hayao Miyazaki                        |
| 2006 (79:e) | Happy Feet                                    | George Miller                         |
| 2006 (79:e) | Bilar                                         | John Lasseter                         |
| 2006 (79:e) | Monster House                                 | Gil Kenan                             |
| 2007 (80:e) | Råttatouille                                  | Brad Bird                             |
| 2007 (80:e) | Persepolis                                    | Marjane Satrapi och Vincent Paronnaud |
| 2007 (80:e) | Surf's Up                                     | Ash Brannon och Chris Buck            |
| 2008 (81:a) | WALL-E                                        | Andrew Stanton                        |
| 2008 (81:a) | Bolt                                          | Chris Williams och Byron Howard       |
| 2008 (81:a) | Kung Fu Panda                                 | John Stevenson och Mark Osborne       |
| 2009 (82:a) | Upp                                           | Pete Docter                           |
| 2009 (82:a) | Coraline och spegelns hemlighet               | Henry Selick                          |
| 2009 (82:a) | Den fantastiska räven                         | Wes Anderson                          |
| 2009 (82:a) | Prinsessan och grodan                         | John Musker och Ron Clements          |
| 2009 (82:a) | The Secret of Kells                           | Tomm Moore                            |

### 2010-talet
| År          | Film                              | Nominerade                                                                      |
| ----------- | --------------------------------- | ------------------------------------------------------------------------------- |
| 2010 (83:e) | Toy Story 3                       | Lee Unkrich                                                                     |
| 2010 (83:e) | Draktränaren                      | Dean DeBlois och Chris Sanders                                                  |
| 2010 (83:e) | Illusionisten                     | Sylvain Chomet                                                                  |
| 2011 (84:e) | Rango                             | Gore Verbinski                                                                  |
| 2011 (84:e) | Chico y Rita                      | Fernando Trueba och Javier Mariscal                                             |
| 2011 (84:e) | En katt i Paris                   | Alain Gagnol och Jean-Loup Felicioli                                            |
| 2011 (84:e) | Kung Fu Panda 2                   | Jennifer Yuh                                                                    |
| 2011 (84:e) | Mästerkatten                      | Chris Miller                                                                    |
| 2012 (85:e) | Modig                             | Mark Andrews och Brenda Chapman                                                 |
| 2012 (85:e) | Frankenweenie                     | Tim Burton                                                                      |
| 2012 (85:e) | ParaNorman                        | Sam Fell och Chris Butler                                                       |
| 2012 (85:e) | Piraterna!                        | Peter Lord                                                                      |
| 2012 (85:e) | Röjar-Ralf                        | Rich Moore                                                                      |
| 2013 (86:e) | Frost                             | Chris Buck, Jennifer Lee och Peter Del Vecho                                    |
| 2013 (86:e) | Croodarna                         | Chris Sanders, Kirk De Micco och Kristine Belson                                |
| 2013 (86:e) | Det blåser upp en vind            | Hayao Miyazaki och Toshio Suzuki                                                |
| 2013 (86:e) | Dumma mej 2                       | Chris Renaud, Pierre Coffin och Christopher Meledandri                          |
| 2013 (86:e) | Victor och Josefine               | Benjamin Renner och Didier Brunner                                              |
| 2014 (87:e) | Big Hero 6                        | Don Hall, Chris Williams och Roy Conli                                          |
| 2014 (87:e) | The Boxtrolls                     | Anthony Stacchi, Graham Annable och Travis Knight                               |
| 2014 (87:e) | Draktränaren 2                    | Dean DeBlois och Bonnie Arnold                                                  |
| 2014 (87:e) | Havets sång                       | Tomm Moore och Paul Young                                                       |
| 2014 (87:e) | Sagan om prinsessan Kaguya        | Isao Takahata och Yoshiaki Nishimura                                            |
| 2015 (88:e) | Insidan ut                        | Pete Docter och Jonas Rivera                                                    |
| 2015 (88:e) | Anomalisa                         | Charlie Kaufman, Duke Johnson och Rosa Tran                                     |
| 2015 (88:e) | Fåret Shaun - Filmen              | Mark Burton och Richard Starzak                                                 |
| 2015 (88:e) | När Marnie var där                | Hiromasa Yonebayashi och Yoshiaki Nishimura                                     |
| 2015 (88:e) | Pojken och världen                | Alê Abreu                                                                       |
| 2016 (89:e) | Zootropolis                       | Byron Howard, Rich Moore och Clark Spencer                                      |
| 2016 (89:e) | Kubo och de två strängarna        | Travis Knight och Arianne Sutner                                                |
| 2016 (89:e) | Mitt liv som Zucchini             | Claude Barras och Max Karli                                                     |
| 2016 (89:e) | The Red Turtle                    | Michael Dudok de Wit och Toshio Suzuki                                          |
| 2016 (89:e) | Vaiana                            | John Musker, Ron Clements och Osnat Shurer                                      |
| 2017 (90:e) | Coco                              | Lee Unkrich och Darla K. Anderson                                               |
| 2017 (90:e) | Baby-bossen                       | Tom McGrath och Ramsey Naito                                                    |
| 2017 (90:e) | The Breadwinner                   | Nora Twomey och Anthony Leo                                                     |
| 2017 (90:e) | Loving Vincent                    | Dorota Kobiela, Hugh Welchman och Ivan Mactaggart                               |
| 2017 (90:e) | Tjuren Ferdinand                  | Carlos Saldanha                                                                 |
| 2018 (91:a) | Spider-Man: Into the Spider-Verse | Bob Persichetti, Peter Ramsey, Rodney Rothman, Phil Lord och Christopher Miller |
| 2018 (91:a) | Isle of Dogs                      | Wes Anderson, Scott Rudin, Steven Rales och Jeremy Dawson                       |
| 2018 (91:a) | Miraï, min lillasyster            | Mamoru Hosoda och Yûichirô Saitô                                                |
| 2018 (91:a) | Röjar-Ralf kraschar internet      | Rich Moore, Phil Johnston och Clark Spencer                                     |
| 2018 (91:a) | Superhjältarna 2                  | Brad Bird, John Walker och Nicole Paradis Grindle                               |
| 2019 (92:a) | Toy Story 4                       | Josh Cooley, Mark Nielsen och Jonas Rivera                                      |
| 2019 (92:a) | Draktränaren 3                    | Dean DeBlois, Bradford Lewis och Bonnie Arnold                                  |
| 2019 (92:a) | Klaus                             | Sergio Pablos, Jinko Gotoh och Marisa Roman                                     |
| 2019 (92:a) | Min borttappade kropp             | Jérémy Clapin och Marc Du Pontavice                                             |
| 2019 (92:a) | Mysteriet om Herr Länk            | Chris Butler, Arianne Sutner och Travis Knight                                  |

### 2020-talet
| År             | Film                                 | Nominerade                                                                                  |
| -------------- | ------------------------------------ | ------------------------------------------------------------------------------------------- |
| 2020/21 (93:e) | Själen                               | Pete Docter och Dana Murray                                                                 |
| 2020/21 (93:e) | Framåt                               | Kori Rae och Dan Scanlon                                                                    |
| 2020/21 (93:e) | Fåret Shaun – Farmageddon            | Will Becher, Paul Kewley och Richard Phelan                                                 |
| 2020/21 (93:e) | Till månen och tillbaka              | Peilin Chou, Glen Keane och Gennie Rin                                                      |
| 2020/21 (93:e) | Wolfwalkers                          | Tomm Moore, Stéphan Roelants, Ross Stewart och Paul Young                                   |
| 2021 (94:e)    | Encanto                              | Jared Bush, Byron Howard, Yvett Merino och Clark Spencer                                    |
| 2021 (94:e)    | Familjen Mitchell mot maskinerna     | Mike Rianda, Phil Lord, Christopher Miller och Kurt Albrecht                                |
| 2021 (94:e)    | Flykt                                | Jonas Poher Rasmussen, Monica Hellström, Signe Byrge Sørensen och Charlotte de la Gournerie |
| 2021 (94:e)    | Luca                                 | Enrico Casarosa och Andrea Warren                                                           |
| 2021 (94:e)    | Raya och den sista draken            | Don Hall, Carlos López Estrada, Osnat Shurer och Peter Del Vecho                            |
| 2022 (95:e)    | Guillermo del Toros Pinocchio        | Guillermo del Toro, Mark Gustafson, Gary Ungar och Alex Bulkley                             |
| 2022 (95:e)    | Marcel the Shell with Shoes On       | Dean Fleischer Camp, Elisabeth Holm, Andrew Goldman, Caroline Kaplan och Paul Mezey         |
| 2022 (95:e)    | Mästerkatten 2                       | Joel Crawford och Mark Swift                                                                |
| 2022 (95:e)    | Havsmonstret                         | Chris Williams och Jed Schlanger                                                            |
| 2022 (95:e)    | Röd                                  | Domee Shi och Lindsey Collins                                                               |
| 2023 (96:e)    | Pojken och hägern                    | Hayao Miyazaki och Toshio Suzuki                                                            |
| 2023 (96:e)    | Elementärt                           | Peter Sohn och Denise Ream                                                                  |
| 2023 (96:e)    | Nimona                               | Nick Bruno, Troy Quane, Karen Ryan och Julie Zackary                                        |
| 2023 (96:e)    | Robot Dreams                         | Pablo Berger, Ibon Cormenzana, Ignasi Estapé och Sandra Tapia Diaz                          |
| 2023 (96:e)    | Spider-Man: Across the Spider-Verse  | Kemp Powers, Justin K. Thompson, Phil Lord, Christopher Miller och Amy Pascal               |
| 2024 (97:e)    | Flow                                 | Gints Zilbalodis, Matīss Kaža, Ron Dyens och Gregory Zalcman                                |
| 2024 (97:e)    | Insidan ut 2                         | Kelsey Mann och Mark Nielsen                                                                |
| 2024 (97:e)    | Memoir of a Snail                    | Adam Elliot och Liz Kearney                                                                 |
| 2024 (97:e)    | Wallace & Gromit: Hämnden har vingar | Nick Park, Merlin Crossingham och Richard Beek                                              |
| 2024 (97:e)    | Den vilda roboten                    | Chris Sanders och Jeff Hermann                                                              |

## Flerfaldigt vinnare och nominerade
| Vinster | Nomineringar       | Namn               |
| ------- | ------------------ | ------------------ |
| 3       | 4                  | Pete Docter        |
| 2       | 4                  | Hayao Miyazaki     |
| 2       | 3                  | Brad Bird          |
| 2       | 3                  | Byron Howard       |
| 2       | 3                  | Clark Spencer      |
| 2       | 2                  | Jonas Rivera       |
| 2       | 2                  | Andrew Stanton     |
| 2       | 2                  | Lee Unkrich        |
| 1       | 3                  | Phil Lord          |
| 1       | 3                  | Christopher Miller |
| 1       | 3                  | Rich Moore         |
| 1       | 3                  | Toshio Suzuki      |
| 1       | 3                  | Chris Williams     |
| 1       | 2                  | Chris Buck         |
| 1       | 2                  | Peter Del Vecho    |
| 1       | 2                  | Don Hall           |
| 1       | 2                  | Mark Nielsen       |
| 1       | 2                  | Nick Park          |
| 0       |                    |                    |
| 4       | Chris Sanders      |                    |
| 3       | Ron Clements       |                    |
| 3       | Dean DeBlois       |                    |
| 3       | Travis Knight      |                    |
| 3       | Tomm Moore         |                    |
| 2       | Wes Anderson       |                    |
| 2       | Bonnie Arnold      |                    |
| 2       | Tim Burton         |                    |
| 2       | Chris Butler       |                    |
| 2       | Sylvain Chomet     |                    |
| 2       | John Lasseter      |                    |
| 2       | John Musker        |                    |
| 2       | Yoshiaki Nishimura |                    |
| 2       | Osnat Shurer       |                    |
| 2       | Arianne Sutner     |                    |
| 2       | Paul Young         |                    |

## Studiostatistik
Flera filmstudios har blivit flerfaldigt nominerade. Detta är en lista över filmer från dessa företag som har fått en film nominerad. Vinnare presenteras i fetstil.
| Studio                                | Vinster | Nomineringar | Filmer |
| ------------------------------------- | ------- | ------------ | --- |
| Pixar                                 | 11      | 19           | Monsters, Inc., Hitta Nemo, Superhjältarna, Bilar, Råttatouille, WALL-E, Upp, Toy Story 3, Modig, Insidan ut, Coco, Superhjältarna 2, Toy Story 4, Framåt, Själen, Luca, Röd, Elementärt, Insidan ut 2                                                                 |
| Disney                                | 4       | 13           | Lilo & Stitch, Skattkammarplaneten, Björnbröder, Bolt, Prinsessan och grodan, Röjar-Ralf, Frost, Big Hero 6, Zootropolis, Vaiana, Röjar-Ralf kraschar internet, Raya och den sista draken, Encanto                                                                     |
| Dreamworks Animation                  | 2       | 15           | Shrek, Spirit - Hästen från vildmarken, Shrek 2, Hajar som hajar, Wallace & Gromit: Varulvskaninens förbannelse, Kung Fu Panda, Draktränaren, Kung Fu Panda 2, Mästerkatten, Croodarna, Draktränaren 2, Baby-bossen, Draktränaren 3, Mästerkatten 2, Den vilda roboten |
| Studio Ghibli                         | 2       | 7            | Spirited Away, Det levande slottet, Det blåser upp en vind, Sagan om prinsessan Kaguya, När Marnie var där, The Red Turtle, Pojken och hägern |
| Sony                                  | 1       | 6            | Monster House, Surf's Up, Piraterna!, Spider-Man: Into the Spider-Verse, Familjen Mitchell mot maskinerna, Spider-Man: Across the Spider-Verse |
| Netflix                               | 1       | 6            | Klaus, Till månen och tillbaka, Familjen Mitchell mot maskinerna, Guillermo del Toros Pinocchio, Havsmonstret, Nimona |
| Aardman                               | 1       | 5            | Wallace & Gromit: Varulvskaninens förbannelse, Piraterna!, Fåret Shaun - Filmen, Fåret Shaun – Farmageddon, Wallace & Gromit: Hämnden har vingar |
| Sony Pictures Animation               | 1       | 5            | Surf's Up, Piraterna!, Spider-Man: Into the Spider-Verse, Familjen Mitchell mot maskinerna, Spider-Man: Across the Spider-Verse |
| Warner Bros.                          | 1       | 2            | Corpse Bride, Happy Feet |
| Paramount Pictures/Nickelodeon Movies | 1       | 2            | Jimmy Neutron: Underbarnet, Rango |
| Laika                                 | 0       | 6            | Corpse Bride, Coraline och spegelns hemlighet, ParaNorman, The Boxtrolls, Kubo och de två strängarna, Mysteriet om Herr Länk |
| 20th Century Fox                      | 0       | 4            | Ice Age, Den fantastiska räven, Tjuren Ferdinand, Isle of Dogs |
| Cartoon Saloon                        | 0       | 4            | The Secret of Kells, Havets sång, The Breadwinner, Wolfwalkers |
| Les Armateurs                         | 0       | 3            | Trion från Belleville, The Secret of Kells, Victor och Josefine |
| Tim Burton Productions                | 0       | 2            | Corpse Bride, Frankenweenie |
| Wild Bunch                            | 0       | 2            | The Red Turtle, Robot Dreams |